# Shyla Foxxx
Shyla Foxxx (Chicago, Illinois; 21 de diciembre de 1972) es una conocida actriz pornográfica estadounidense.
Desciende de padres puertorriqueños pero se crio en Chicago. Shyla empezó su carrera como bailarina exótica a los 18 años, primero en Chicago y poco a poco comenzó a hacerlo fuera de su estado hasta llegar a Hollywood donde rápidamente firmó para una compañía de cine para adultos. Gracias a sus curvas pronunciadas y sus grandes implantes logró captar la atención del público, pero fue su capacidad histriónica lo que hizo que se colocara como un gran actriz de este género.